# Wilgoć
Wilgoć (W) – popularne określenie na wodę zawartą w powietrzu w formie aerozolu lub pary, obecną w porach substancji porowatych lub na powierzchni ciał stałych w formie drobnych kropelek lub jednolitego, cienkiego filmu.
Wilgoć w środowisku naturalnym występuje właściwie prawie wszędzie (oprócz obszarów pustynnych i polarnych), jest ona też nieodłączonym elementem wnętrz, w których przebywają ludzie.

## Wilgoć w powietrzu
Zawartość pary wodnej w powietrzu nazywa się jego wilgotnością, którą podaje się zwykle w jednostkach względnych, przyjmując za 100% maksymalną zawartość pary wodnej w określonej temperaturze, od której zaczyna się w danych warunkach jej skraplanie.
Zawartość wilgoci w powietrzu na terenie otwartym zależy od warunków atmosferycznych (opady i temperatura).
Zawartość pary wodnej w powietrzu w pomieszczeniach zależy od wielu czynników:
- od wilgotności powietrza na zewnątrz
- od sposobu ogrzewania i wentylacji
- od liczby osób przebywających w pomieszczeniu i rodzaju ich aktywności
- od innych czynników takich jak źródła wilgoci (np. gotująca się woda, procesy technologiczne wydzielające lub pochłaniające wodę).

Wilgotność w pomieszczeniach, gdzie na stałe przebywają ludzie, powinna mieścić się w zakresie od 40 do 60%. Wilgotność poniżej 40% powoduje u ludzi nieprzyjemne uczucie suchości w nosie i na ustach, ze względu na wysychanie błon śluzowych. Wilgotność powyżej 60% jest natomiast zwykle odbierana jako "duszność" czy "parność" i powoduje złe samopoczucie.
Usunięcie wilgoci z powietrza jest czasami potrzebne ze względu na wymagania procesu technologicznego wymagającego bezwodnych warunków (np. w fabrykach produkujących mikroprocesory. W tym celu zazwyczaj stosuje się specjalne klimatyzatory, w których występują elementy pochłaniające wodę, zwane absorberami.

## Wilgoć w ciałach stałych
Całkowita zawartość wody w ciałach stałych jest nazywana wilgocią całkowitą. Zwykle podaje się ją jako procent wagowy wody w stosunku do całkowitej masy ciała. Część wilgoci, która uchodzi z ciała stałego przy suszeniu go w temperaturze pokojowej nazywa się wilgocią przemijającą. Pozostała zaś w ciele stałym część wilgoci nazywa się wilgocią próbki powietrznosuchej lub wilgocią higroskopijną.

## Wilgoć na powierzchni ciał stałych

### Mikrowarstwa
W normalnych warunkach na powierzchni wielu ciał stałych (np. szkło, niektóre tworzywa sztucznie, metale, tkaniny itp.) wystawionych na kontakt z powietrzem powstaje cienka warstwa wody (o grubości rzędu od 1 do 10 cząsteczek wody, której się zwykle w ogóle nie zauważa. Warstwa ta powstaje na skutek osadzania się wilgoci z powietrza na powierzchni i jest utrzymywana na niej w wyniku oddziaływań słabych (wiązania wodorowe, oddziaływania elektrostatyczne).
Normalnie warstwa ta nikomu w niczym nie przeszkadza, jednak w niektórych szczególnych przypadkach istnieje konieczność jej usunięcia (np. z przyrządów chirurgicznych, przy produkcji urządzeń precyzyjnych, w laboratoriach chemicznych, przy wykonywaniu reakcji w ściśle bezwodnych warunkach).
Aby uniknąć powstawania tej warstwy można:
- zlikwidować przyczynę jej powstawania - czyli całkowicie wysuszyć powietrze, lub prowadzić procesy w atmosferze suchego gazu obojętnego lub próżni
- zabezpieczyć powierzchnię przed jej powstawaniem poprzez stosowanie powłok z materiałów na których ta warstwa się nie osadza (np. teflon, niektóre tłuszcze)

Gdy warstwa ta osadzi się już na powierzchni, można się jej pozbyć w wyniku długotrwałego ogrzewania w wysokiej temperaturze (np. powyżej 120 °C dla szkła), lub poprzez zwilżenie jej inną cieczą, która ma zdolność wypierania wody (np. aceton), jednak ponowny kontakt tej powierzchni z wilgotnym powietrzem powoduje szybkie odtworzenie się tej warstwy.

### Zaparowywanie
Wilgoć w większych ilościach może się osadzać na powierzchni w formie mgiełki lub kropel. Mgiełka osadzająca się np. na szybach samochodowych lub okularach jest zwykle nieprzeźroczysta, co popularnie nazywa się zaparowywaniem. Mgiełka ta to w istocie bardzo drobne i równomiernie rozmieszczone kropelki wody, na których rozprasza się światło. To czy wilgoć osadzi się w formie mgiełki czy w formie większych kropel, które nie utrudniają widoczności, zależy od szybkości tego osadzania oraz od własności samej powierzchni. Powierzchnie które są zdolne do oddziaływań z cząsteczkami wody (poprzez tworzenie wiązań wodorowych, oddziaływań elektrostatycznych i Van Der Waalsa) zwykle mają większą tendencję do zaparowywania się. Aby uniknąć tego efektu, należy tak zmodyfikować tę powierzchnię aby zmniejszyć te oddziaływania do minimum, gdyż wówczas osadzająca się woda ma tendencję do szybszego spływania z powierzchni lub tworzenia dużych kropel. Stosuje się tu zazwyczaj albo stałe warstwy z substancji hydrofobowych (odpychających wodę) (np. polietylen), albo środki, którymi smaruje się te powierzchnie (oparte zwykle na tłuszczach lub zawiesinach polimerów).